# Puya pachyphylla
Puya pachyphylla är en gräsväxtart som beskrevs av Roberto Vásquez och Pierre Leonhard Ibisch. Puya pachyphylla ingår i släktet Puya och familjen Bromeliaceae. Inga underarter finns listade i Catalogue of Life.